# اشاره

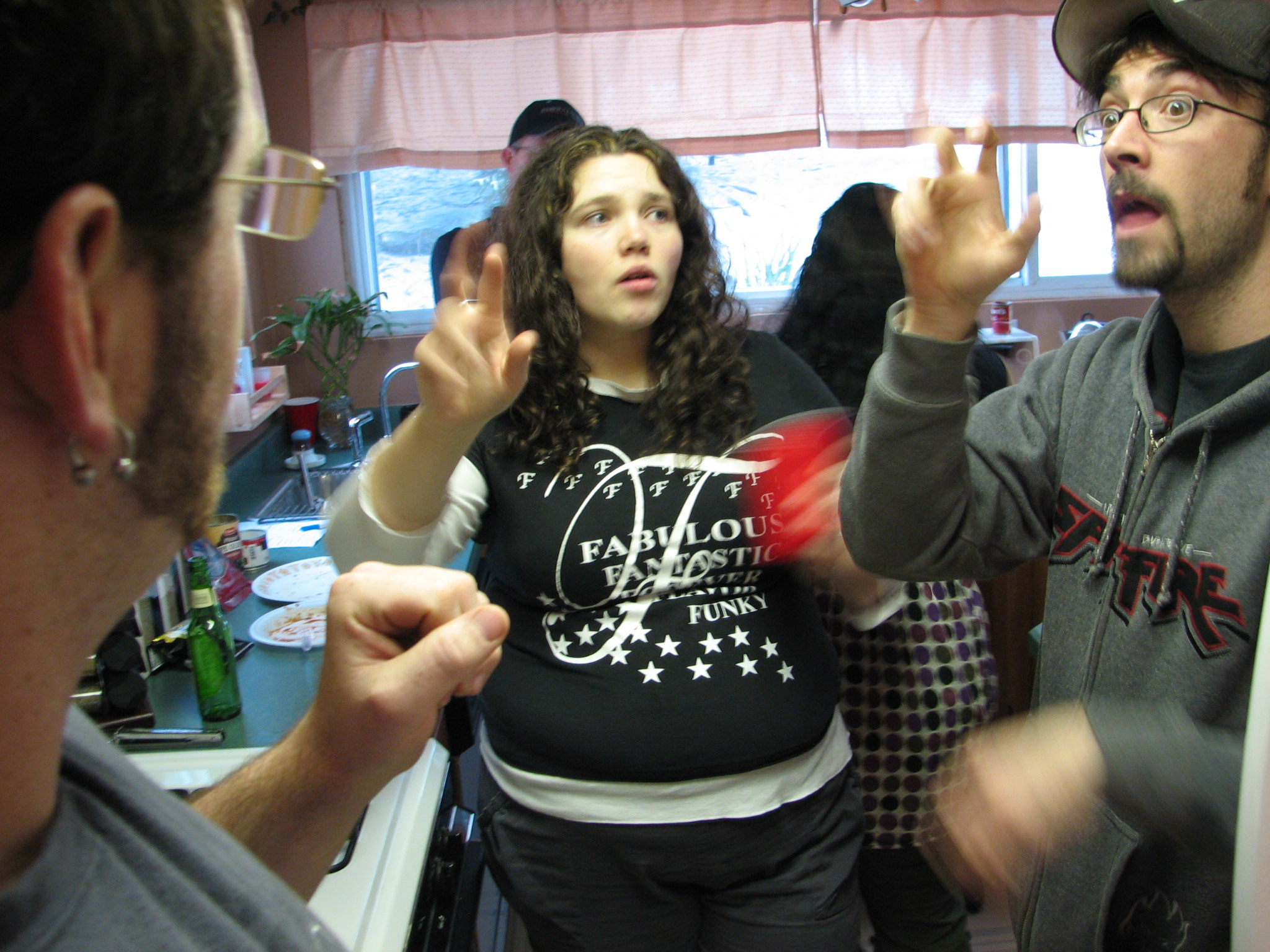
دو مرد و یک زن در حال صحبت با زبان اشاره

اشاره علامات و حرکات قراردادی عمومی، معنادار ساده بدنی است که برای انتقال معانی ساده و کوتاه (با ترکیب همزمان شکل، جهت و حرکت دستان، بازوها یا بدن و حالات صورت برای بیان سلیس افکار گوینده) استفاده می‌شود.
زبان اشاره سیستم قراردادی خاص منظم و پیشرفته زبانی است که برای انتقال معنا، به جای الگوهای صوتی یا نوشتاری در زبان، از الگوهای علایم دیداری (ترکیب همزمان شکل، جهت و حرکت دستان، بازوها یا بدن و حالات صورت برای بیان سلیس افکار گوینده) در یک کلمه اشاره استفاده می‌کند. این نوع زبان اشاره می‌توان به صورت متنوع باشد. اما امروزه یک زبان اشاره بین‌المللی در سطح جهان قرارداد شده است که البته در هر منطقه عناصر بومی زبان نیز به آن افزوده می‌شود.
پانتومیم نیز نوعی تئاتر است که از نوعی اشاره کلی و مبهم و پیچیده‌تر از اشاره معمولی وجود دارد. و معمولاً تقلیدی از حرکات و امور روزمره می‌باشد.